# HD 109014
HD 109014，又名BD-04 3296，SAO 138832、HR 4772，是一颗恒星，视星等为6.19，位于銀經293.74，銀緯57.47，其B1900.0坐标为赤經12h 26m 30.1s，赤緯-4° 57.47′ 4″。